# Leander L. Doan
Leander LaChance Doan (* 17. November 1905 in Los Angeles, Kalifornien; † 3. April 1964) war ein Generalmajor der United States Army. Er war unter anderem Kommandeur der 1. Panzerdivision.
Leander Doan war ein Sohn von Richter Frank Wilson Doan (1877–1920) und dessen Frau Ethel L. Rudolph (1882–1947). Im Jahr 1923 absolvierte er die High School in Douglas in Arizona. In den Jahren 1923 bis 1927 durchlief er die United States Military Academy in West Point. Nach seiner Graduation wurde er als Leutnant in das Offizierskorps des US-Heeres aufgenommen. In der Armee durchlief er anschließend alle Offiziersränge vom Leutnant bis zum Zwei-Sterne-General.
Im Lauf seiner militärischen Karriere absolvierte Doan verschiedene Kurse und Schulungen. Dazu gehörten unter anderem der Basic Cavalry Officers Course (1933), der Special Advance Equitation Course (1935), das Command and General Staff College (1946) und das National War College (1949).
In seinen jüngeren Jahren absolvierte er den für Offiziere in den niederen Rangstufen üblichen Dienst in verschiedenen Einheiten und Standorten. Dazu gehörten auch Aufgaben als Stabsoffizier in verschiedenen Hauptquartieren. Er war von 1927 bis 1931 in Fort Bliss in Texas stationiert. Es folgte eine Versetzung nach South Dakota, wo er bis 1935 verblieb. Daran schloss sich bis 1939 eine Tätigkeit als Dozent an der Western Military Academy an. In den Jahren 1939 bis 1941 kommandierte er eine Schwadron in Fort Leavenworth.
Angesichts des drohenden Eintritts der Vereinigten Staaten in den Zweiten Weltkrieg wurde Doan nach Louisiana versetzt, wo er als Bataillonskommandeur hintereinander in zwei Regimentern an ausführlichen Militärmanövern teilnahm. Zuletzt diente er dort im 33. Panzerregiment als Bataillonskommandeur und dann als Stabsoffizier. Dieses Regiment unterstand der 3. Panzerdivision, die in Nordfrankreich eingesetzt war und danach bis weit nach Deutschland vordrang. Zwischen Juli 1944 und Oktober 1945 kommandierte Leander Doan das ebenfalls der 3. Panzerdivision unterstehende 32. Panzerregiment und ab März 1945 gleichzeitig die Brigade Combat Command A der 3. Panzerdivision. Für seine militärischen Leistungen in jener Zeit wurde er mit mehreren Orden ausgezeichnet.
Im Jahr 1946 wurde Doan nach Fort Knox versetzt, wo er eine Einheit der Army Ground Forces kommandierte. Danach war er zwischen Juli 1946 und August 1948 Stabsoffizier im Hauptquartier der Ground Forces in Fort Monroe in Virginia. Dann war er bis 1950 Stabsoffizier bei EUCOM, wo er für die dortige United States Constabulary tätig war. Anschließend war er bis 1951 Verbindungsoffizier zur United States Air Force.
Zwischen Oktober 1951 und April 1953 war Doan Stabsoffizier bei der 1. Panzerdivision in Fort Hood. Danach war er von April bis August 1953 Kommandeur dieser Division. Danach kommandierte er bis Anfang 1955 die 2. Panzerdivision, die damals in Deutschland stationiert war. Anschließend leitete Doan bis 1958 die Panzerabteilung (Chief, Armor Section) beim HQ Continental Army Command in Fort Monroe. Daran schloss sich eine Versetzung nach Taiwan an, wo er bis Juni 1960 als Chief, Military Assistance and Advisory Group des dortigen amerikanischen Armeeoberkommandos tätig war. Danach war er zwischen November 1960 und April 1961 Stabschef beim HQ Continental Command. Am 30. November 1961 schied er aus dem aktiven Militärdienst aus.
Leander Doan starb am 3. April 1964 und wurde auf dem amerikanischen Nationalfriedhof Arlington beigesetzt.

## Orden und Auszeichnungen
Leander Doan erhielt im Lauf seiner militärischen Laufbahn unter anderem folgende Auszeichnungen:
- Distinguished Service Cross
- Army Distinguished Service Medal
- Silver Star
- Legion of Merit
- Bronze Star Medal
- Purple Heart
- Orden der Ehrenlegion
- Croix de Guerre (Frankreich)
- Fourragere (Belgien)
- American Defense Service Medal
- European Campaign Medal
- World War II Victory Medal
- Army of Occupation Medal Europe